# Elena Kleus
Elena Kleus (griechisch Έλενα Κλέους Élena Kléous), geboren 1932 in Piräus als Virginia Petimezaki (Βιργινία Πετιμεζάκη) ist eine griechische Schauspielerin und ein Model. Ihre bekannteste Rolle spielte sie 1953 in Frine, Sklavin der Liebe. In diesem Film verkörperte sie die griechische Hetäre Phryne, die im 4. Jahrhundert v. Chr. lebte.

## Leben

### Frühes Leben
Virginia Petimezaki wurde 1932 in Piräus geboren. Als sie sieben Jahre alt war, zog ihre Familie nach Thessaloniki. Am Ende des Zweiten Weltkriegs zog die Familie zurück nach Piräus.

### Karriere als Model und Schauspielerin
Spätestens Anfang der 1950er-Jahre begann Petimezaki mit dem Modeln und der Schauspielerei. 1952 spielte sie in Griechenland in der Filmproduktion Onira Koritzion mit. 1952 wurde Petimezaki im Alter von 20 Jahren zur Miss Griechenland gekürt und ging nach Italien, um ihr Land bei den dortigen Miss-World-Wahlen zu vertreten. Dort wurde ihr von der Produktionsfirma Alberto Manca die Hauptrolle der Phryne für den Film Frine, Sklavin der Liebe angeboten, in dem sie unter dem Künstlernamen Elena Kleus auftrat, den sie seither beibehalten hat. In den Folgejahren spielte sie noch in drei weiteren italienischen Filmen mit.
Mit 24 Jahren zog sie nach Caracas, Venezuela, wo sie weiterhin als Schauspielerin und Model arbeitete.

### Ende der Schauspielkarriere und Privatleben
Mit 30 Jahren heiratete sie und gab ihre Schauspielkarriere auf. Sie ist Mutter einer Tochter.

## Filmografie
- 1953: Onira koritzion (als Virginia Petimezakis).
- 1953: Prepi na ta pantrepsoume (als Virginia Petimezakis).
- 1953: Frine, Sklavin der Liebe (Frine, cortigiana d’Oriente)
- 1955: Carovana di canzoni
- 1955: Un palco all’opera
- 1958: La Gioconda